# 2-Fenoksyetanol
2-Fenoksyetanol – organiczny związek chemiczny z grupy eterów i alkoholi, fenylowa pochodna glikolu etylenowego. Stosowany jako bakteriostatyk. Używany jest w kosmetykach (m.in. jako fiksatywa do perfum), jako repelent w środkach odstraszających owady, jako rozpuszczalnik (rozpuszcza octan celulozy) oraz jako składniki lakierów oraz farb drukowych.
Znajduje także zastosowanie w akwarystyce i hodowli ryb konsumpcyjnych, choć działa rakotwórczo na ryby, wywołując zmiany nowotworowe na skórze i błonach śluzowych.
Jest bezbarwną, silnie higroskopijną cieczą o dużej lepkości. Słabo miesza się z wodą. Jest jednym ze składników czynnych preparatu Octenisept.